# Fannia pseudoflavicincta
Fannia pseudoflavicincta är en tvåvingeart som beskrevs av Albuquerque 1954. Fannia pseudoflavicincta ingår i släktet Fannia och familjen takdansflugor. Inga underarter finns listade i Catalogue of Life.